# Sky Destroyer
Sky Destroyer (яп. スカイデストロイヤー сукай десуторойя) — компьютерная игра в жанре shoot 'em up, выпущенная в 1985 году для аркадных автоматов и позднее портированная для игровых приставок NES.

## Описание игры
Игрок управляет японским самолётом A6M Zero, вооружённым двумя пулемётами и способным сбрасывать торпеды. Боезапас у самолёта неограниченный. Игроку предстоит бороться против ВМС США: противниками служат истребители F6F Hellcat (в аркадной версии — F4U Corsair), а также американские эсминцы, авианосцы и подводные лодки, которые будут пытаться сбить самолёт. На бонусных стадиях появляются также истребители красного цвета (обычные истребители — синего цвета).
При помощи двух пулемётов игрок может сбивать самолёты, а при помощи торпед — топить вражеские корабли. Иногда игрок будет сталкиваться с бомбардировщиком B-24 Liberator, который будет также вести огонь по «Zero»: необходимо подбить все четыре двигателя у бомбардировщика, чтобы тот ушёл. При каждом уничтожении бомбардировщика уничтожаются все другие самолёты противников. Авианосцы находятся очень далеко, но прямо игрока не атакуют. Если будет сбито два количество B-24, игрок обнаружит падающий спутник как бонусную цель: за попадание в спутник будут начислены бонусные очки. Аналогично появляются бонусные цели в виде дирижабля (после уничтожения эсминца) и яхты (после уничтожения вражеского корабля ночью), за которые также начисляются очки.
Игрок потеряет одну жизнь, если хотя бы один снаряд попадёт в его самолёт или если игрок коснётся самолётом воды (уязвимы крылья самолёта). В конце каждого уровня игрок увидит береговую батарею на острове, которую также необходимо уничтожить, чтобы пройти миссию. Игра окончится, если игрок потеряет все жизни. Игра также характерна тем, что здесь меняется время суток: день (голубое небо), вечер (оранжевое небо), ночь (тёмно-синее небо).

## Sky Invader
В Интернете встречается версия игры под названием Sky Invader, в которой звучит другая музыка, изображены другие самолёты, а у игрока изначально не три жизни, а девять.

## Релиз
Игра вышла в 1985 году в Японии, однако из-за своей тематики не распространялась в США. В 1985 году она была портирована для консоли Nintendo Famicom (модель TFC-SD-4500), повторное портирование FMG состоялось в 1987 году.